# Otto Keinath
Otto Traugott Keinath (né le 22 novembre 1879 à Hausen an der Lauchert, royaume de Wurtemberg et mort le 21 octobre 1948 à Esslingen am Neckar) est un homme politique allemand (NLP, DDP, DVP).

## Biographie
Après avoir étudié au lycée d'Esslingen am Neckar (aujourd'hui Georgii-Gymnasium) et des séminaires théologiques à Maulbronn et Blaubeuren, Keinath étudie les mathématiques, la physique et l'économie à l'université Eberhard Karls de Tübingen. Au cours de ses études, il devient membre de l'Association Normannia Tübingen en 1897. Il travaille ensuite pendant plusieurs années comme professeur assistant et professeur principal: en 1902, il est devient professeur assistant à l'Oberrealschule d'Esslingen et en 1908 professeur principal au Realgymnasium de Stuttgart. Depuis 1905, il est principalement actif dans la politique politique et économique. En 1911, il s'installe comme écrivain à Stuttgart, où il travaille également pour divers journaux.
Après que Keinath soit devenu membre du Parti national-libéral (NLP), organisé en tant que parti allemand dans le royaume Wurtemberg, il prend la fonction de secrétaire général du parti dans le Wurtemberg en 1905. De 1912 à 1918, il est député du Reichstag pour la 4e circonscription de Wurtemberg (Böblingen (de), Vaihingen (de), Leonberg (de), Maulbronn (de)).
À partir de 1915, Keinath est membre du conseil d'administration de la Deutsche Rentenbank et de nombreux organes économiques et politiques en contact étroit avec des hommes de premier plan de l'industrie comme Albert Vögler. En 1916, Keinath devient un membre présidentiel directeur de l'Association centrale des grossistes allemands. En 1927, il devient également membre directeur de l'Association du Reich pour le commerce de gros et d'outre-mer allemand. En outre, Keinath est membre du Conseil économique du ministère impérial de l'Économie et, pendant la période de Weimar, membre du Conseil économique provisoire du Reich .
Après la fin de la Première Guerre mondiale et l'effondrement de l'Empire allemand, Keinath rejoint le Parti démocrate allemand (DDP), dans lequel il joue immédiatement un rôle de premier plan et est affecté à l'aile droite du parti. En 1920, il est élu député du premier Reichstag de la République de Weimar sur la proposition électorale du Reich de son parti. Déjà le 21 octobre 1924, cependant, après des disputes au sein du parti, il déclare sa démission du DDP avec Eugen Schiffer et Karl Böhme (de), deux autres représentants de la droite du parti. Contrairement à Böhme et Schiffer, Keinath rejoint immédiatement le Parti populaire allemand (DVP). Pour cela, il siège au Reichstag d'octobre 1924 à mai 1928. Après que Keinath a manqué sa réélection aux élections de mai 1928, il peut retourner au Reichstag en avril 1930 dans le cadre de la procédure de remplacement du membre retraité du DVP Johannes Wunderlich (de), auquel il appartient maintenant jusqu'en juillet 1932.
En 1933, Keinath rejoint le NSDAP.

## Travaux
- Wirtschaftspolitische Streitfragen, Berlin 1914.